# سپید همچون برف (فیلم ۱۹۴۸)
سپید همچون برف (فرانسوی: Blanc comme neige‎) یک فیلم کمدی فرانسوی به کارگردانی آندره برتمیو و هنرنمایی بورویل است که در سال ۱۹۴۸ منتشر شد. این فیلم در زمان نمایش بسیار موفق بود و تنها در فرانسه ۳٬۶۶۶٬۲۸۳ نفر آن را در سینماها دیدند.

## بازیگران
- بورویل
- پولت دوبوست
- آلیس تیسو
- پاولین کارتون
- لوئی فلورنسی
- پل فور
- آری-ماکس
- مُنا گویا